# Алиев, Нариман Абдулхаликович
Нариман Абдулхаликович Алиев (21 декабря 1930 — 26 ноября 2007) — директор виноградарского совхоза имени Шамсуллы Алиева Дербентского района Дагестанской АССР, Герой Социалистического Труда (1973).
Доктор сельскохозяйственных наук, заслуженный деятель науки Дагестана. Действительный член Академии технологических наук Российской Федерации и Национальной академии наук Дагестана. С 1976 года — генеральный директор НПО «Дагагровинпром».

## Биография
Родился 21 декабря 1930 года в селе Капкайкент ныне Каякентского района Республики Дагестан в крестьянской семье. Имя дали в честь председателя Совнаркома Азербайджана Наримана Нариманова. Кумык.
В 1942 году умерла мать (ей было всего 35 лет), а отца призвали на войну. Вместе со старшим братом Магомедали и двумя сёстрами Кумсият и Хадижат (Раисой), Нариман был определён в Буйнакский детский дом. В 1945 году инвалидом вернулся с войны отец. Это из-за тяжёлого ранения в бою под Керчью. Впоследствии отец забрал их домой. После окончания 10 класса, как комсомольский активист, был приглашён работать в райком комсомола. В 1952 году поступил в институт.
В 1957 году окончил Дагестанский сельскохозяйственный институт по специальности агроном виноградарь-плодовощевод. По распределению был направлен на работу главным агрономом виноградарского совхоза «Манаскентский» Карабудахкентского района. Здесь Нариман Алиев в течение одного года заложил свои первые 150 гектаров виноградников и добился первого серьёзного успеха как организатор производства.
В 1958 году был назначен директором виноградарского совхоза имени Шамсуллы Алиева. Под руководством Алиева дела предприятия скоро пошли в гору. При его непосредственном участии был построен канал и в 1962—1963 годах на поля пришла вода. Производственные показатели в совхозе существенно возросли и в 1973 году совхоз поставил рекорд: было собрано 173 центнера винограда с каждого из 760 гектаров.
Алиев создал собственную научную школу по возделыванию широкорядных высокоштамбовых виноградников. В 1973 году защитил кандидатскую диссертацию, через 8 лет — докторскую. Подтверждением научных достижений Наримана Алиева стало избрание его членом Координационного совета по производству винограда при НИИВВ им. Потапенко, секции виноградарства ВАСХНИЛ, специализированного совета по защите кандидатских и докторских диссертаций Северо-Кавказского НИИ. Нариман Алиев автор более 70 научных работ, 3 монографий, представляющих большую ценность для виноградарей. Нариман Абдулхаликович был инициатором и одним из разработчиков республиканского Закона «О виноградарстве и вине».
В 1990-е годы возглавляемое им предприятие было преобразовано в АОЗТ имени Ш. Алиева, а сам Алиев оставался генеральным директором. В 2007 году возглавляемое им предприятие вошло в число лауреатов Международной премии «Лидер экономического развития России» за успехи в реализации программы Президента РФ по удвоению ВВП к 2010 году.
Активно участвовал в общественно-политической жизни. Четырежды избирался депутатом Верховного Совета РСФСР. Член КПСС, был делегатом XXIV и XXV съездов КПСС, с 1960 по 1991 годы, вплоть до роспуска КПСС, был членом республиканского комитета партии. Избирался депутатом народного собрания Республики Дагестан, участвовал во многих направлениях региональной политики. В октябре 2007 года Алиев был выдвинут представителем республики в Общественную палату России.
Жил в посёлке Мамедкала Дербентского района. В ночь на 26 ноября 2007 года Нариман Абдулхаликович Алиев был застрелен вместе со своей супругой Рагимат в собственном доме.

## Награды
- Герой Социалистического Труда[5].
- Три ордена Ленина (1971, 1973, 1976).
- Орден Октябрьской Революции (1986).
- Орден Трудового Красного Знамени (1965).
- Орден «За заслуги перед Отечеством» IV степени (2007)[6] и
- Орден Дружбы (1996)[7].
- Золотая медаль ВДНХ (06.06.1974).
- Серебряная медаль ВДНХ (25.04.1963)
- Многочисленные медали.